# Koyanus clarus
Koyanus clarus – gatunek kosarza z podrzędu Laniatores i rodziny Epedanidae. Jedyny znany przedstawiciel monotypowego rodzaju Koyanus.

## Występowanie
Gatunek jest endemiczny dla Borneo.